# Pseudocoptosia eylandti
Pseudocoptosia eylandti är en skalbaggsart som först beskrevs av Semenov 1891.  Pseudocoptosia eylandti ingår i släktet Pseudocoptosia och familjen långhorningar.
Artens utbredningsområde är Kazakstan. Inga underarter finns listade i Catalogue of Life.